# Halley-üstökös

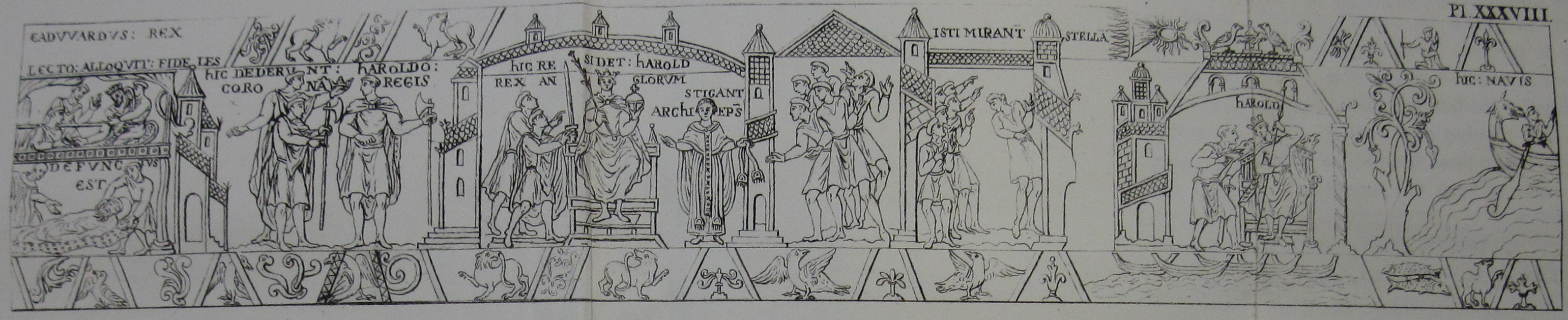
A Halley-üstökös legkorábbi ábrázolása a bayeux-i kárpiton található (1066)

A Halley-üstökös (kiejtése /ˈhælɪ/ (IPA)) (hivatalos nevén 1P/Halley) (Edmond Halley (1656–1742) angol csillagászról kapta nevét) a Kuiper-övből származó, rövid keringési idejű üstökös, amelyet minden 75-76. évben lehet megfigyelni bolygónk felszínéről. A Halley-üstökös az egyetlen olyan ismert rövid keringési idejű üstökös, melyet rendszeres időközönként lehet szabad szemmel látni, és az egyetlen olyan, amelyet egy átlagos emberi élet alatt akár kétszer is. A Halley-üstökös legutóbb 1986-ban jelent meg a Naprendszer belső terében és legközelebb 2061 közepén lesz ismét megfigyelhető.
A Halley-üstökös megjelenéseit Naprendszerünk belső terében számos alkalommal megfigyelték, és feljegyezték az írott történelem során, már időszámításunk előtt 240-től kezdve. Egyértelműen üstökösökről szóló feljegyzések kerültek elő az ókori kínaiak, babilóniaiak írásai közt, a középkori Európa történetíróinak krónikáiból, azonban nem azonosítható egyértelműen a dátumok alapján, hogy erről az üstökösről van-e szó ezekben. A Halley-üstökös azonos időközönként való felbukkanására 1705-ben (23 évvel az 1682-es legutóbbi ilyen esemény után) jött rá Edmond Halley angol csillagász, akiről az égitest nevét is kapta. Halley kiszámította pályáját, elsőként a periodikus üstökösök közül (innen az 1/P jelölés).
1986-ban ez volt az első üstökös, melyet egy űrhajó fedélzetéről is megfigyeltek, aminek köszönhetően részletesebb adatokkal gazdagodtak ismereteink az üstökös magját, illetve szerkezeti felépítését illetően, valamint a csóva és az üstökös magja körül kialakuló köd, illetve páraréteg kialakulásával kapcsolatban. Ezen megfigyelések szolgálnak alapjául számos hosszútávú feltevésnek az üstökösök felépítésével kapcsolatban, például a Fred Whipple által közzétett piszkos hógolyó elméletnek, amely igazoltan előrevetítette, hogy a Halley-üstökös magjának anyaga illékony jég – mely vízből, szén-dioxidból és ammóniából, valamint porszemcsékből áll. Napjainkban már tudjuk azt is, hogy az üstökös anyaga csak kisebb mértékben áll illékony jégből, felszínének nagyobb része nem illékony anyagokból áll.

## Keringési idejének kiszámítása
A Halley volt az első üstökös, amelynél megállapították, hogy rendszeres időközönként visszatér. A reneszánszig bezárólag az volt a konszenzus a filozófusok között, hogy az üstökösök a Föld atmoszférájának zavarai, amit még Arisztotelész mondott ki az ókorban. 1577-ben Tycho Brahe parallaxis méréseket hajtott végre, és ráébredt arra, hogy vannak üstökösök, melyek pályája jóval a Hold távolságán túl nyúlik.

## Története
Edmond Halley angol csillagász úgy vélte, hogy az 1531-es, 1607-es és az 1682-es fényjelenségek egy olyan üstökösnek tulajdoníthatók, amely 76 éves periódussal kering a Nap körül, és tagja a Naprendszernek. Számításai alapján az égitestnek 1758 karácsonyán kellett újból feltűnnie. Tudta, hogy akkor ő már valószínűleg nem él, ezért megkérte a csillagászokat: keressék meg az üstököst, és emlékezzenek meg arról az emberről, aki megjósolta annak visszatérését. A kérése teljesült.
1758 karácsonyán Johann Georg Palitzsch amatőrcsillagász fedezte fel a már szabad szemmel is látható üstököst. Charles Messier, aki fontosnak tartotta az üstökösök kutatását, már másfél éve sikertelenül pásztázta az eget a Halley által megjósolt üstökös után kutatva, és végül csak Palitzsch felfedezése után egy hónappal vette észre.

## Keringése és eredete
A Halley-üstökös keringési ideje az elmúlt három évszázad során 75-76 év körül alakult, ugyanakkor időszámításunk előtt 240 óta előfordult már, hogy 74, illetve 79 év volt a keringési ideje. Az üstökös pályája a Nap körül erősen elliptikus, keringési excentritása 0,967 (mely értéknél a 0 jelenti a kört, míg az 1 parabolikus pályát jelent). Az üstökös napközelben 0,6 CSE távolságban közelíti meg Naprendszerünk központi csillagát, amely a Merkúr és a Vénusz bolygók pályavonala közé esik. Naptávolban, azaz akkor, amikor az üstökös a legtávolabbra kerül pályáján a Naptól, akkor 35 csillagászati egység távolságra van, ami durván a Pluto távolságának felel meg. Naprendszerünkben szokatlan módon a Halley-üstökös retrográd irányban mozog, azaz a Napot a bolygók mozgásához viszonyítva épp fordított irányban kerüli meg. Az üstököspálya és az ekliptika 18°-os szöget zár be, azonban a retrográd mozgás miatt az inklináció 162°. 1910-es megjelenésekor relatív sebessége 70,56 km/s volt, ami 254 016 km/h sebességnek felel meg. Mivel keringése során két alkalommal is megközelíti bolygónkat, ezért összefüggésbe szokták hozni a május elején felbukkanó akvarida meteorrajjal, illetve az október végén jelentkező orionida meteorrajjal is. A Halley-üstökös az orionidák származási helye. A Halley-üstökös 1986-os megfigyelése során az akvarida meteorraj erősödését figyelték meg, amit szintén a Halley-üstökös jelenlétének tudnak be.
A Halley-üstököst a rövid keringési idejű üstökösök közé sorolják, melyek periódusa a definíció szerint 200 évnél nem több. Az ennél hosszabb keringési idejű üstökösöké a néhány száz évtől akár a több ezer évig is terjedhet. 
Az úgynevezett Halley-típusú üstökösökről azt feltételezik a tudósok, hogy ezek mind hosszú keringési idejű üstökösök voltak, ám óriásbolygók gravitációja eltérítette őket eredeti pályájukról, és a Naprendszer belső részei felé módosult pályájuk. A Halley-üstökös régen hosszú keringési idejű üstökös volt, amely feltételezhetően az Oort-felhő térségéből származik, melynek tagjai mintegy 20-50 000 csillagászati egység távolságnyira vannak tőlünk. A Jupiter-típusú üstökösök feltételezett kiindulási pontja a Kuiper-övben található, amely a Neptunusz bolygó pályája közelében található terület, ahol jeges törmelék lebeg az űrben. 2008-ban fedezték fel a 2008 KV42 kategóriajelű objektumot, mely egy Neptunuszon túli objektum, amelynek a Halley-üstököshöz hasonlóan szintén retrográd irányú keringése van. Lehetséges, hogy ezen újonnan felfedezett üstökös a Naprendszer kis tömegű égitesteinek új tagjai közé tartozik, amely a Halley-típusú üstökösök egyik forrása is lehet. 
A Halley-üstökös jelenlegi pályáján már mintegy 16–200 ezer év óta kering. Pályáját módosíthatta az, hogy a Naprendszer belső területeire érve magjából gázkitörések szabadulnak fel, melyek hatására kis mértékben módosulhat a pályája. A Halley-üstökös várható élettartama akár 10 millió év is lehet, azonban egyes feltételezések szerint az üstökös magja a következő néhány tízezer évben elképzelhető, hogy kettéválik, vagy elpárolog, ám az is előfordulhat, hogy végül annyira elnyúlik pályája, hogy elszakad a Naprendszertől, és többé nem fog visszatérni.

## Jelentős megfigyelések

### I. e. 466
Az üstökös első ismert észlelése i. e. 466-ban volt – feltehetőleg ennek az üstökösnek van a leghosszabb ismert előtörténete.

### 1986
A februári perihélium-átmenet (napközelpont-átmenet) után márciusban öt űrszonda vizsgálta a Halley-üstököst, ebből két japán (Suisei és Sakigake szondák) és két szovjet (Vega–1 és Vega–2 szondák), valamint az Európai Űrügynökség (ESA) Giotto nevű űrszondája. A Vega-1 8 900, a Vega-2 8 000, míg a Giotto 600 km-re közelítette meg az üstökös magját. A mérések szerint a mag főként vízjég, 53 óránként fordul meg a tengelye körül, és vékony, sötét kéreg borítja. A fényvisszaverő képessége (albedója) csupán 2%.

## Hiedelmek az üstökös befolyásáról a történelemre
A kb. 76 évenként visszatérő üstökös megjelenését számos baljós eseménnyel kapcsolták össze a
következő századokban. Ezekre nincs tudományos magyarázat.
- i. e. 1046 – A kínai Sang-dinasztia bukása az első feljegyzett katasztrófa, amelyet azzal hoztak összefüggésbe, hogy a Halley-üstökös a Föld közelébe ért.
- i. e. 240 – Hatalmas áradások pusztítanak Kínában.
- i. e. 164 – Európában fekete himlő-járvány söpör végig.
- i. sz. 66 – Az üstökös éppen megjelenik, amikor a zsidók felkelést indítanak a római uralom ellen. A háború egymillió ember életét követeli, és négy év múltán Jeruzsálem pusztulásával végződik.
- 374 – A hunok elözönlik Európát.
- 451 – Attila hun király betör Galliába, de a döntetlenül végződő catalaunumi csata 30 ezer harcosa elveszítésével jár.
- 684 – A Nürnbergi Krónika megörökíti az üstökös képét. Európában és Ázsiában három hónapon keresztül esik az eső, a vetés tönkremegy, és az ezt követő éhínségben milliók pusztulnak el.
- 1066 – Hódító Vilmos megtámadja Angliát; I. Harold angol király, aki rossz óment látott az üstökösben, elesik a hastingsi csata folyamán. A híres bayeux-i kárpit, amely az eseménysort megörökíti, olyan fényesnek ábrázolja az üstököst, mintha telihold lett volna.
- 1222 – A mongolok, élükön Dzsingisz mongol nagykánnal, betörnek az Orosz Birodalomba. Rómában – állítólag – véreső hullik, és Európa-szerte földrengéseket észlelnek. A következő esztendőben meghal II. Fülöp Ágost francia király.
- 1456 – Az Oszmán Birodalom bekebelezi Athént. Nápolyban 35 ezer halottja van a földrengésnek. Számos feljegyzés szól torz állatok, Down-kóros gyerekek születéséről, földrengésekről, betegségekről, titokzatos eredetű vörös esőkről. (A Szahara felkapott finom homokja manapság is okoz ilyet néha.)
- 1682 – Földrengés az angliai Doncasterben. Halley csillagász ekkor figyeli meg a később róla elnevezett üstököst.
- 1759 – Az üstökös újra felbukkan az égen, pont amikorra Halley megjósolta. Meghal VI. Ferdinánd spanyol király. Világszerte földrengések, szélviharok pusztítanak, mindenfelé vulkánkitöréseket észlelnek, többek között a Vezúvét is Itáliában.
- 1835 – Egyiptomban milliókat pusztít el a döghalál. Chilében és Itáliában földrengések, Japánban szökőár, Floridában hurrikán pusztít, Nicaraguában több tűzhányó is kitör.
- 1910 – VII. Eduárd brit király meghal. Butrosz Gáli Pasa egyiptomi miniszterelnököt meggyilkolják. Az általános világvége-hangulatban öngyilkossági hullám söpörvégig Európán és Amerikán. Európa egyes részein és Kínában hatalmas áradások pusztítanak. Kínában és Indiában milliók esnek áldozatául a bubópestisnek.
- 1986 áprilisában bekövetkezik a csernobili atomerőmű-baleset. Olof Palme svéd miniszterelnököt meggyilkolják. Ferdinand Marcos elnök kénytelen elmenekülni a Fülöp-szigetekről, Jean-Claude Duvalier (Baby Doc) pedig Haitiből.

## Külső hivatkozások
- Halley-üstökös
- Magyar szoftveres siker a Giotto űrszonda TV kamerájának készítése során

## Fordítás
- Ez a szócikk részben vagy egészben  a   Halley's Comet című angol Wikipédia-szócikk ezen változatának fordításán alapul.  Az eredeti cikk szerkesztőit annak laptörténete sorolja fel. Ez a jelzés csupán a megfogalmazás eredetét és a szerzői jogokat jelzi, nem szolgál a cikkben szereplő információk forrásmegjelöléseként.

## Ajánlott cikkek
- A Halley-üstökös ókori pénzérmén
- 2010. május – A Halley-üstökös földközelsége 1910-ben (Magyar Csillagászati Egyesület, MCSE.hu